# Monastero Aghia Triada
Il monastero Aghia Triada (greco Η Μονή Αγίας Τριάδος, monastero della Santa Trinità) è un monastero ortodosso della Grecia centrale, a nord-est della città di Kalambaka. È il più vecchio tra quelli presenti a Meteora, essendo stato costruito nel 1476.
Si trova nella parte superiore di un pinnacolo roccioso alto oltre 400 metri e fa parte del gruppo di 24 monasteri costruiti a Meteora, uno dei più antichi ancora esistenti dei monasteri delle Meteore (Meteora significa "sospeso in aria" in greco). Sei dei 24 monasteri sono ancora attivi e aperti ai visitatori.
La chiesa fu costruita tra il XIV e il XV secolo ed è incluso nell'elenco dell'UNESCO dei siti del patrimonio mondiale dell'umanità.,,, Il monastero ha fatto parte del set del film Solo per i tuoi occhi.

## Storia
La storia della costruzione di monasteri in cima alle pericolose rupi vicino a Meteora è avvenuta tra il XIV e il XV secolo. Anche prima, nell'XI secolo, comunità religiose avevano stabilito eremi ai piedi di queste rocce. Nel XIV secolo, l'imperatore titolare dei serbi e dei greci, Giovanni Uroš, si fece monaco e si trasferì a Meteora; egli finanziò, ricostruì e fondò qui dei monasteri. Durante gli sconvolgimenti politici nella regione durante questo secolo, i monaci si ritirarono nel rifugio sicuro offerto dalle scogliere.
Un certo Dometio sarebbe stato il primo monaco nel sito della Santa Trinità, arrivando secondo la leggenda locale, nel 1438. La chiesa della Santa Trinità secondo molte fonti fu costruita nel 1475-76, anche se alcune fonti dicono che le date di costruzione del monastero e della sua cappella adiacente sono sconosciute. La decorazione della Santa Trinità fu aggiunta nel 1741.
Alla fine del XV secolo, c'erano 24 monasteri di questo tipo, come la Santa Trinità, Santa Barbara Rousanou, e San Nicola Anapafsas.

## Strutture
Ha una piccola chiesa a pianta crociforme. La piccola cappella di San Giovanni Battista, scavata nella roccia, contiene degli affreschi del XVII secolo. Era riccamente addobbato e possedeva manoscritti preziosi, tuttavia questi tesori furono razziati durante la seconda guerra mondiale.

## Galleria d'immagini

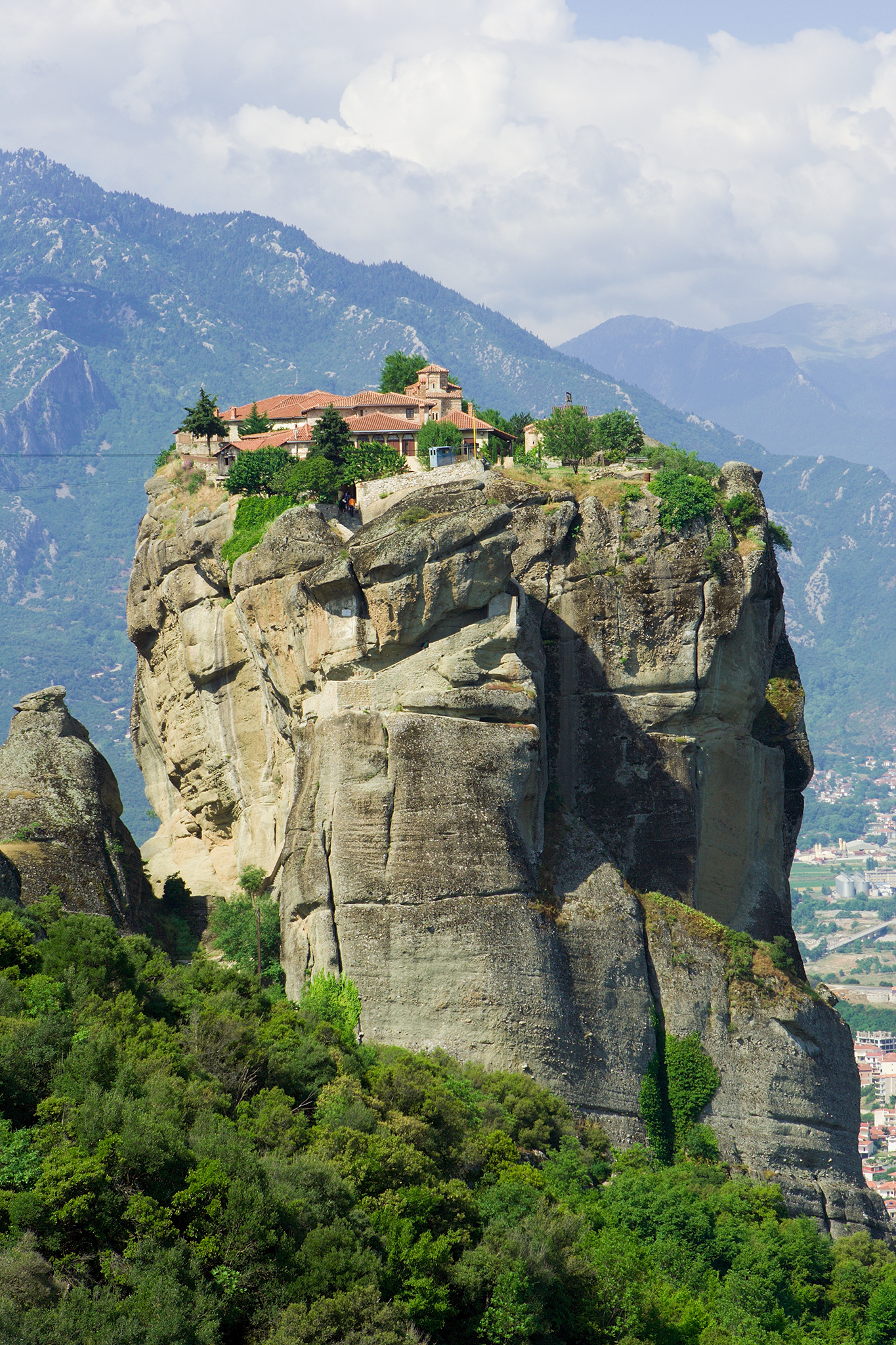
Vista del monastero
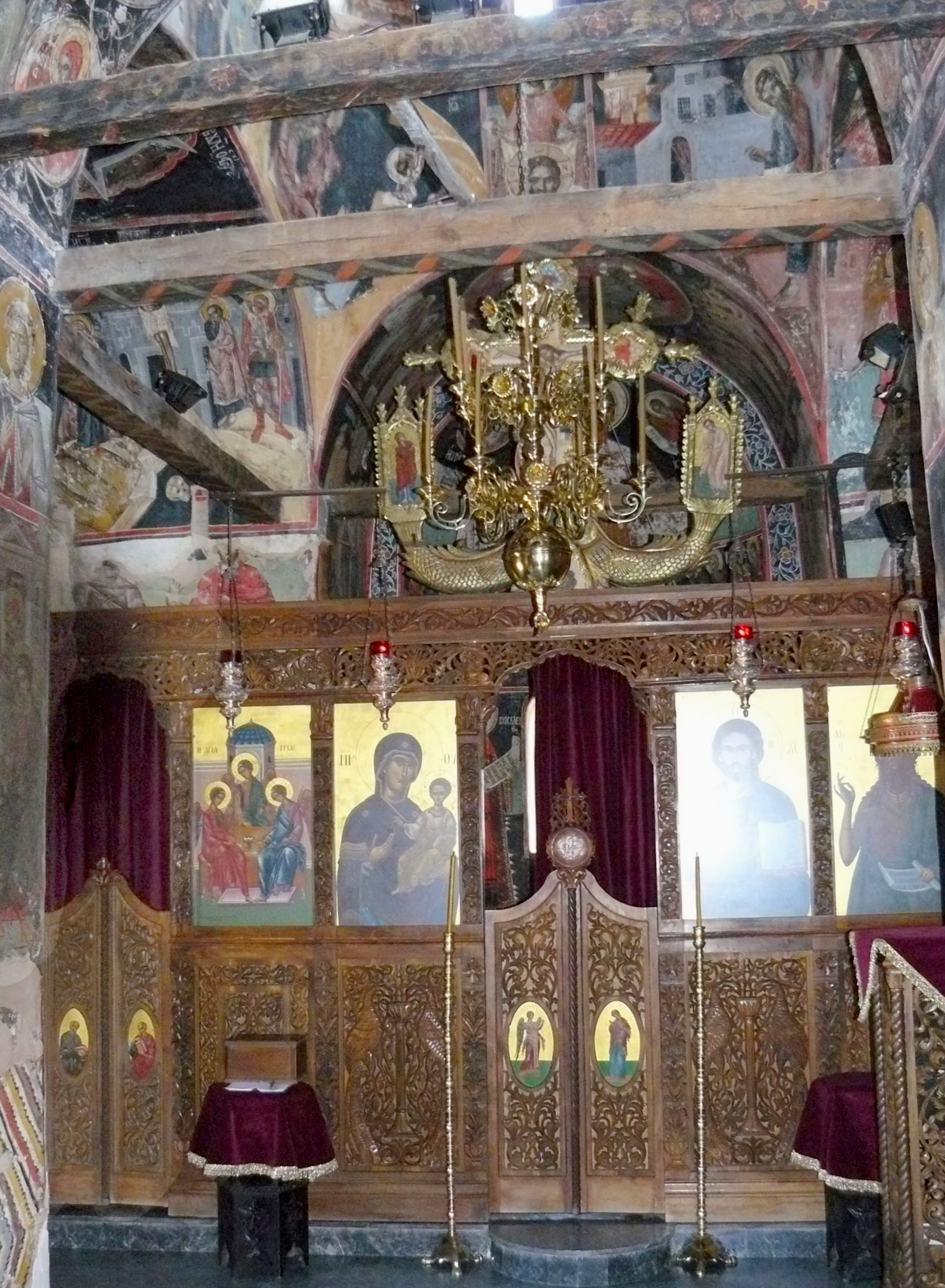
L'iconostasi del tempio principale (catholicon) nel monastero di Santa Trinità (Moni Agias Triados)
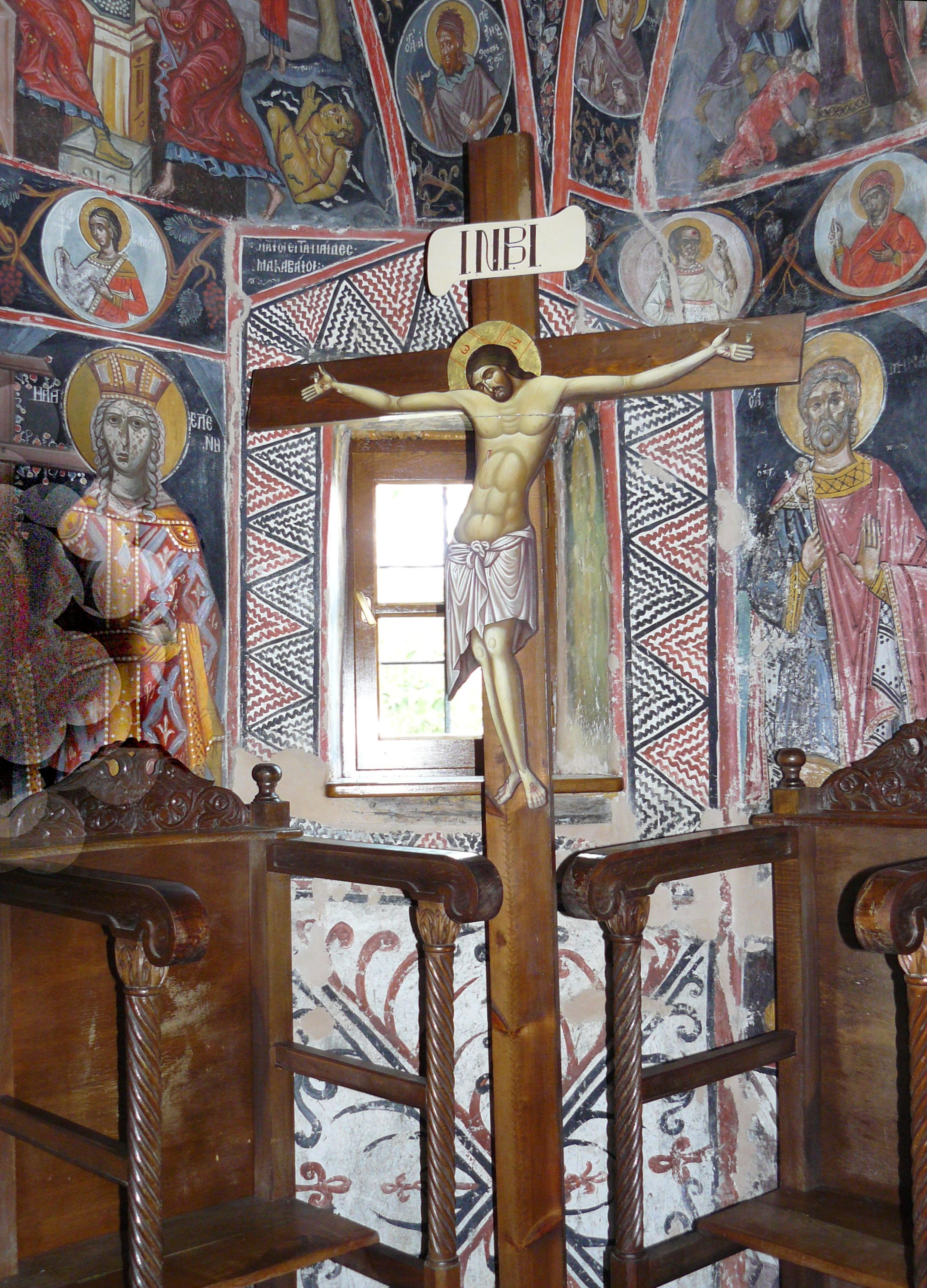
Crocifisso e affreschi
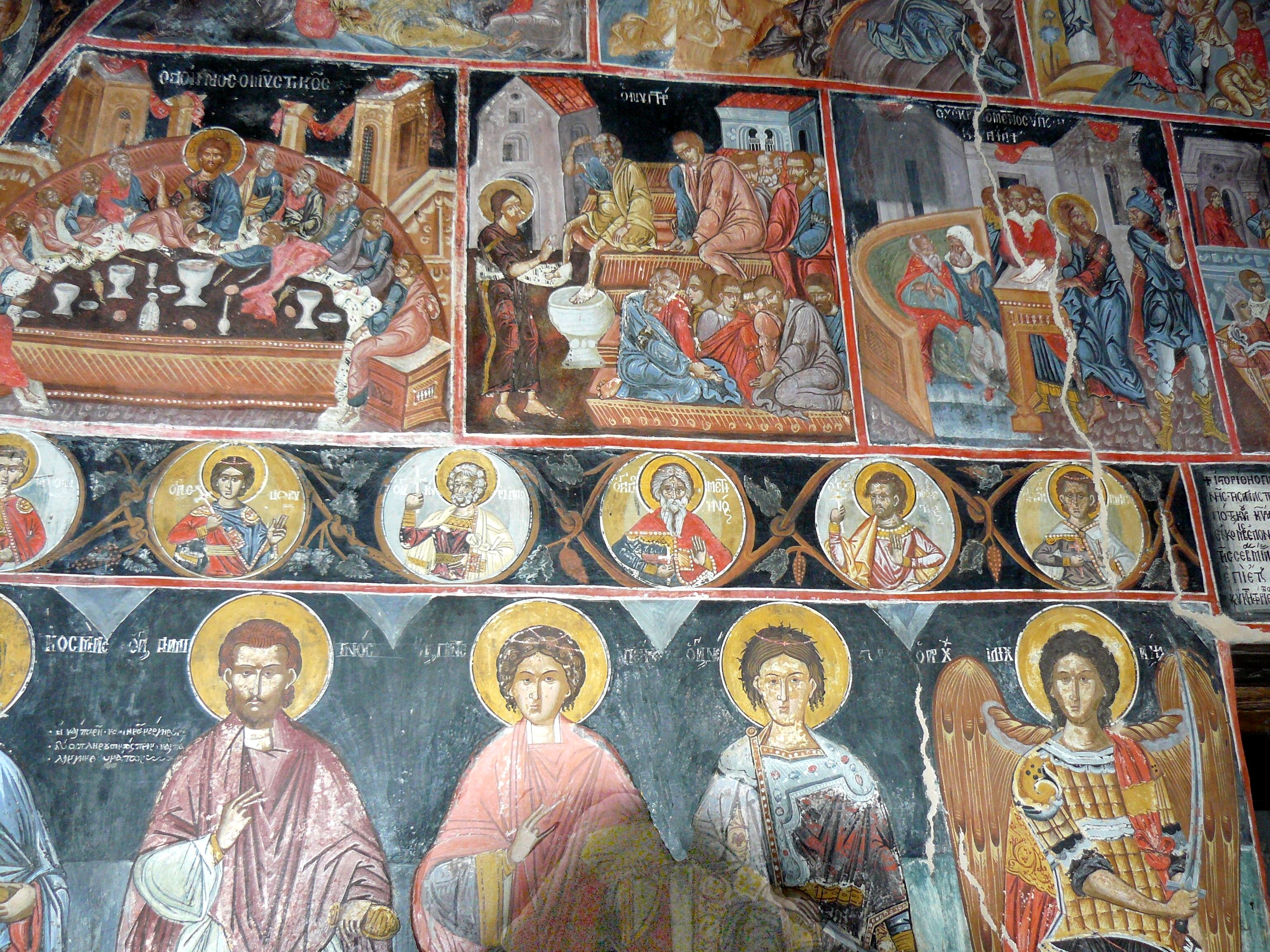
Affreschi
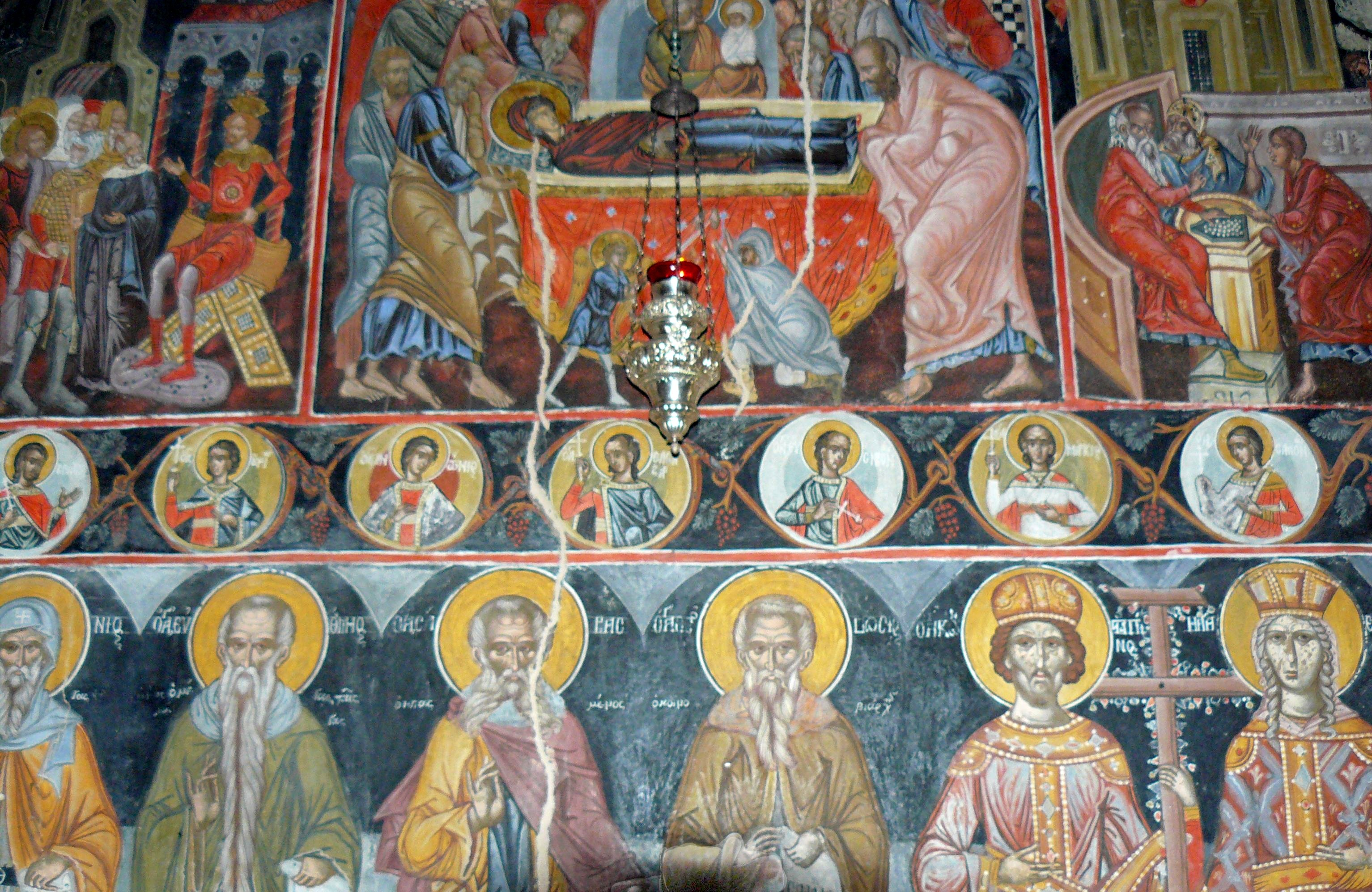
Affreschi (continuo dell'immagine precedente)
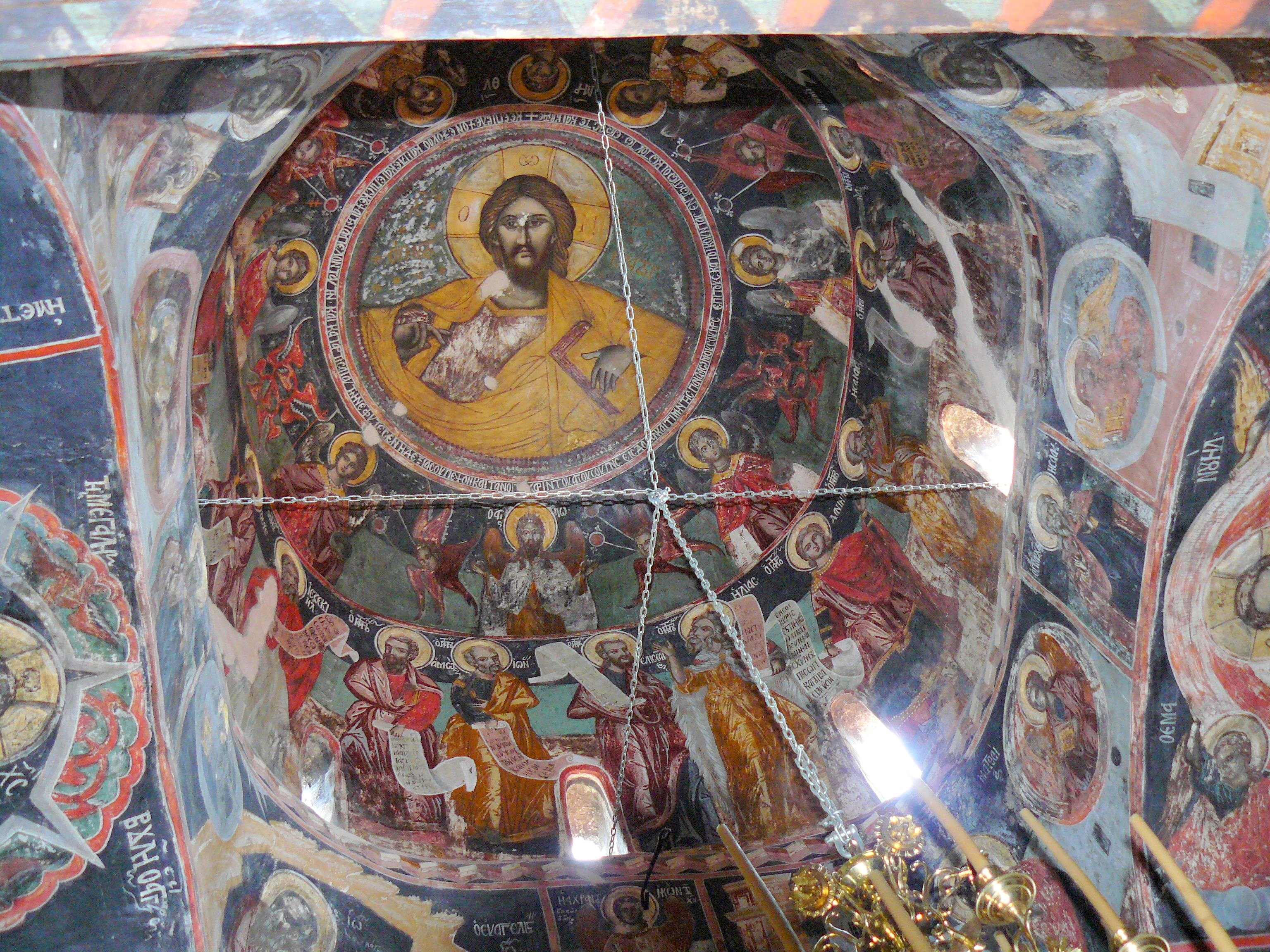
La volta